# Bogas do Meio
 (mai 2016).
Bogas de Meio est un village situé au Portugal, dans la paroisse de Bogas de Cima, comté Fundão, district de Castelo Branco.